# Нова (Прилуцький район)
Нова́ — село в Чернігівській області України, входить до складу Талалаївської селищної громади. За адміністративним поділом до липня 2020 року село входило до Талалаївського району, а після укрупнення районів входить до Прилуцького району. До 2020 року було підпорядковане Українській сільській раді. Населення — 13 осіб, площа — 1,728 км².

## Історія
На мапі Шуберта 1869 року- х.Новий.
На мапі РСЧА 1941 року- хутір Нова з 25 дворів.